# 角壳网纹蚤
角壳网纹蚤（学名：Ceriodaphnia cornigera）为蚤科网纹蚤属的动物。在中国大陆，分布于湖北等地，主要生活于浅水湖泊和大的湖汊的敞水区。